# 柳沢剛 (音楽家)
柳沢 剛（やなぎさわ つよし、1929年2月21日 - 1989年7月4日）は、日本の作曲家。
長野県松本市出身。諏訪商業高等学校を経て、1951年日本大学芸術学部卒業、東京都の小学校教諭を務めた後、1958年日本大学講師、1982年上越教育大学助教授、のち教授。
貴島清彦に師事。1957年日本音楽コンクール作曲部門声楽曲一位。1971年からNHKの音楽を多く担当、「小犬のプルー」や「真田十勇士」で知られた。日本現代音楽協会会員。日本作曲家協議会会員。日本音楽著作権協会（JASRAC）会員。

## 作曲・音楽担当
- 「繭子ひとり」1971
- 「小犬のプルー」1972
- 「けんかえれじい」1973
- 「風の中の子供」1974
- 「真田十勇士」1975-77
- 「およね平吉時穴道行」（NHK土曜ドラマ、半村良原作）1977

## 参考
- 宝月圭吾編 『長野県風土記』 旺文社、1986年